# Clinton Morrison
Clinton Morrison (ur. 14 maja 1979 w Londynie) – irlandzki piłkarz grający na pozycji napastnika w Colchester United.

## Kariera piłkarska
Clinton Morrison urodził się w Londynie. Karierę rozpoczął w miejscowym klubie Crystal Palace. Swój debiut w nim zaliczył 10 maja 1998 roku, kiedy wszedł na boisko w 82 minucie za Neila Shipperleya. Pierwszą bramkę dla tego klubu zdobył 23 września 1998 przeciwko Bury.
Do Birmingham City został sprowadzony 28 sierpnia 2002. Łącznie rozegrał w nim sumę 68 spotkań i 11 bramek. Po sezonie 2004/2005 wrócił ponownie do macierzystego klubu, w którym byłpodstawowym graczem. Od sierpnia 2008 do 2010 roku grał w Coventry City.
12 lipca 2010 podpisał dwuletni kontrakt z Sheffield Wednesday. W 2011 roku był wypożyczony do Milton Keynes Dons, a w 2012 do Brentford.
16 lipca 2012 roku na zasadzie wolnego transferu wzmocnił Colchester United.
Z reprezentacją Irlandii związał się na rok przed Mistrzostwami Świata 2002, gdzie wystąpił i odpadł w 1/8 finału. Debiutanckie spotkanie zanotował 15 sierpnia 2001 w meczu przeciwko Chorwacji, gdzie strzelił również pierwszego gola. Dotychczas zagrał w 36 spotkaniach i zdobył 9 bramek.